# Ben Smim
Ben Smim (franska: Ben Smim (CR), Ben Smim (Commune Rurale), arabiska: عين اللوح) är en kommun i Marocko.   Den ligger i provinsen Ifrane och regionen Fès-Meknès, i den nordöstra delen av landet, 160 km öster om huvudstaden Rabat. Antalet invånare är 6 242.